# Cabe
Das Ede Cabe (ISO 639-3: cbj) ist eine yoruboide Sprache und eine defoide Sprache, die von insgesamt 80.000 Personen in den beninischen Provinzen Borgou und Zou gesprochen wird.
Ede Cabe ist eine der acht Ede-Sprachen, die zur unmittelbaren Untergruppe Edekiri mit dreizehn Sprachen gehören, und ist daher mit dem Itsekiri in Nigeria, dem Lukumi in Kuba, dem Mokole in Benin sowie mit dem Ulukwumi und dem Yoruba in Nigeria verwandt. Am nächsten ist die Sprache mit dem Ife, einer Ede-Sprache, verwandt. Diese Sprachen gehören alle wiederum zur Sprachfamilie der Benue-Kongo-Sprachen. Die Sprache hat mit dem Yoruba eine lexikalische Gemeinsamkeit von 76 %.
Die Sprache wird im täglichen Leben, aber nicht in der Schule oder in der Regierung verwendet. Sie hat wie die anderen Landessprachen Benins keinerlei offiziellen Status. Die Sprecher verwenden daher zumeist die beninische Amtssprache Französisch.